# امپراتوری اتیوپی
امپراتوری اتیوپی (به امهری: የኢትዮጵያ ንጉሠ ነገሥት መንግሥተ) که به نام حبشه نیز شناخته می‌شود یک پادشاهی در منطقه جغرافیایی شمال اتیوپی امروزی است. از حدود سال ۱۱۳۷ میلادی وجود داشته تا سال ۱۹۷۴ میلادی هنگامی که سلسله سلیمانیان در کودتا سرنگون شد.

پس از اشغال مصر توسط بریتانیا در سال ۱۸۸۲، اتیوپی و لیبریا تنها کشورهای آفریقایی مستقل پس از تقسیم آفریقا توسط قدرت‌های امپریالیستی اروپا در اواخر قرن ۱۹ میلادی بودند. این کشور یکی از بنیان‌گذاران سازمان ملل متحد در سال ۱۹۴۵ بود. در سال ۱۹۷۴ اتیوپی به همراه ژاپن که امپراتور ژاپن حکومت می‌کرد و ایران که تحت حکومت دودمان پهلوی بود سه کشور در جهان بودند که رئیس حکومت با عنوان امپراتور (در ایران دوران پهلوی عنوان رسمی شاهنشاه بود) در راس حکومت قرار داشت. این کشور اولین استفاده‌کننده عنوان امپراتوری در آفریقا بود؛ امپراتوری آفریقای مرکزی که بین سال‌های ۱۹۷۶ و ۱۹۷۹ توسط ژان-بدل بوکاسا اجرا شد، برای مدت کوتاهی این عنوان را داشت.

## امپراتوری اکسوم
یافته‌ها نشان می‌دهند که سکونت انسان در اتیوپی از زمان‌های اولیه بوده و اعتقاد بر این است که در سال ۹۸۰ پیش از میلاد در پادشاهی پانت مصر باستان به عنوان کشور طلا شناخته می‌شد، بر اساس همین گزارش از کبرا ناگاست، در قرن ۱ پیش از میلاد منلیک یکم (ابن حکیم) امپراتوری اتیوپی را تأسیس کرد. امپراتوری اکسوم در قرن چهارم با کلیسای ارتدکس توحیدی اتیوپی به عنوان نخستین امپراتوری مسیحی پدید آمد.

## سلسله زگوه
آخرین جانشین ملکه یودیت توسط مارا تاکلا هایمونت سرنگون شد. وی سلسله زگوه را در سال ۱۱۳۷ بنا نهاد و با یکی از نوادگان از آخرین امپراتور اکسوم ازدواج کرد و ادعا کرد که وارث قانونی این سلسله منقرض شده است. پایتخت این سلسله در آدافا در نزدیکی لالی‌بلا بود. زگوه به دین مسیحیت در اکسوم ادامه داد و کلیساهای سنگی بسیاری مانند لالی‌بلا ساخت. سلسله توسط فردی که مدعی وراثت اکسوم را داشت سرنگون گشت.

## سلسله سلیمانیان
در سال ۱۲۷۰ سلسله زگوه توسط یک پادشاه از امپراتوری اکسوم سرنگون شد و نامش به خاطر نام سلیمان به سلیمانیان معروف شد. سلسله توسط مردم حبشه بنا نهاده شد. حبشه تنها با چند وقفه از ۱۲۷۰ تا اواخر قرن ۲۰ پادشاه شد. بسیاری از رخدادهای مدرن اتیوپی در این سلسله رخ داده است. در طول این زمان، با پادشاهی بر تقریباً تمام مردم، اتیوپی مدرن بنا شده است. آنها با موفقیت با مردم ایتالیا، مردم عرب و ترکیه مبارزه کردند.

## تهاجم آدال
در سال ۱۵۲۹ نیروهای آدال به فرماندهی احمد بن ابراهیم الغازی به امپراتوری اتیوپی تجاوز کرد که به جنگ حبشه-آدال معروف است. اشغال آدال چهارده سال به طول انجامید. در طول جنگ آدال‌ها از توپ‌های جنگی که از امپراتوری عثمانی داشتند استفاده می‌کردند. پس از جنگ آدال اتیوپی را با سرزمین‌هایی از جمله سومالی امروزی متحد کرد. در سال ۱۵۴۳ سلسله سلیمانیان با کمک امپراتوری پرتغال احیا گشت.

## عصر شاهزادگان
از سال ۱۷۶۹ تا ۱۸۵۵ به امپراتوری اتیوپی، عصر شاهزادگان می‌گفتند. این دوره از تاریخ اتیوپی با درگیری‌های متعدد همراه بود. امپراتور تنها اطراف پایتخت سابق یعنی گوندار را تحت تسلط داشت و سلطه‌اش محدود بود. جامعه از برخی جوانب دچار رکود شد. درگیری‌های مذهبی بین مسلمانان و مسیحیان بالا گرفته بود. عصر شاهزادگان با سلطنت توودروس دوم اتیوپی به پایان رسید.

## سلطنت توودروس دوم و تقسیم آفریقا
در سال ۱۸۶۸ پس از حبس تنی چند از مبلغان و نمایندگان دولت بریتانیا، بریتانیا هیأتی کیفری به حبشه فرستاد. این هیئت یک موفقیت برای بریتانیا و یک خودکشی برای امپراتور اتیوپی بود. در سال‌های ۱۸۸۰ که تقسیم آفریقا مشخص شد. ایتالیا با حضور استعماری در آفریقا به اتیوپی حمله کرد و برخی از مناطق ساحلی را فتح کرد و اتیوپی مجبور به قبول پیمان وچاله مبنی بر ایجاد مستعمره اریتره شد. اتیوپی پیمان را در سال ۱۸۹۳ رد کرد. به دلیل این توهین ایتالیا جنگ اتیوپی در سال ۱۸۹۵ را اعلام کرد. جنگ نخست ایتالیا-اتیوپی در سال ۱۸۹۶ منجر به جنگ آدوا شد. در نتیجه جنگ، ایتالیا معاهده آدیس آبابا را امضا کرد که به موجب آن اتیوپی یک کشور مستقل دانسته می‌شد.

## حمله ایتالیا و جنگ جهانی دوم
در ۱۹۳۵ سربازان ایتالیایی به فرماندهی امیلیو د بونو به اتیوپی حمله کردند که به جنگ دوم ایتالیا-اتیوپی شناخته می‌شود. این حمله توسط جامعه ملل محکوم شد اما برای پایان خصومت بین طرف‌های جنگ اقدام جدی صورت نگرفت.

در طول جنگ، ایتالیا از گاز خردل استفاده کرد در حالی که هفت سال پیش از جنگ پروتوکل ژنو را امضا کرده بود. ایتالیا از هوا و زمین این گاز را گسترش داد که بنا بر گزارش‌ها تلفات این بمباران شیمیایی ۱۵۰٬۰۰۰ نفر اعلام شد.

## سقوط امپراتوری
در سال ۱۹۷۴ شورای نظامی طرفدار مارکسیسم-لنینیسم شوروی تحت عنوان درگ به رهبری منگیستو هایله ماریام، هایله سلاسی را عزل نموده و یک دولت کمونیست بنیان گذاشت. هایله سلاسی در زندان و در شرایطی نامشخص درگذشت. شایعه است که وی با بالشتی خیس خفه شده باشد.